# Loài sắp bị đe dọa
Loài sắp bị đe dọa (trong phân loại tình trạng bảo tồn là "Near Threatened", viết tắt là NT) là một tình trạng bảo tồn dùng để chỉ những loài hoặc cấp phân loại thấp hơn có thể được xem là bị đe dọa tuyệt chủng trong tương lai gần, mặc dù nó hiện không hội đủ điều kiện cho tình trạng bị đe dọa. IUCN ghi nhận tầm quan trọng của việc đánh giá lại phân loại bị đe dọa ở những giai đoạn thích hợp. Hiện tại IUCN áp dụng phiên bản phân loại 3.1.
IUCN lưu ý tầm quan trọng của việc đánh giá lại các đơn vị phân loại gần bị đe dọa ở những khoảng thời gian thích hợp.
Lý do được sử dụng cho các đơn vị phân loại sắp bị đe dọa thường bao gồm các tiêu chí của đơn vị phân loại dễ bị tổn thương ở mức độ được thừa nhận gần như đáp ứng, chẳng hạn như giảm số lượng cá thể hoặc thu hẹp phạm vi sinh sống. Loài sắp bị đe dọa được đánh giá từ năm 2001 trở đi cũng có thể là phụ thuộc vào những nỗ lực bảo tồn để ngăn ngừa chúng trở thành nhóm bị đe dọa, trong khi trước nhóm này, loài phụ thuộc bảo tồn được xếp vào một danh mục riêng biệt ("Phụ thuộc bảo tồn").
Ngoài ra, có 402 đơn vị loài phụ thuộc bảo tồn cũng có thể được xem là sắp bị đe dọa.

## Tiêu chí và xếp loại của IUCN phiên bản 2.3
Trước năm 2001, IUCN đã sử dụng Danh mục và Tiêu chí phiên bản 2.3 để ấn định tình trạng bảo tồn, trong đó bao gồm một danh mục riêng cho các loài phụ thuộc bảo tồn ("Phụ thuộc vào khu bảo tồn", LR/cd). Với hệ thống danh mục này, Gần bị đe dọa và Phụ thuộc vào bảo tồn đều là các danh mục phụ của danh mục "Rủi ro thấp hơn". Các đơn vị phân loại được đánh giá lần cuối trước năm 2001 có thể vẫn giữ trạng thái LR/cd hoặc LR/nt, mặc dù ngày nay nếu phân loại được gán cùng thông tin thì loài này sẽ được chỉ định đơn giản là "Gần bị đe dọa (NT)" trong cả hai trường hợp.

## Hình ảnh

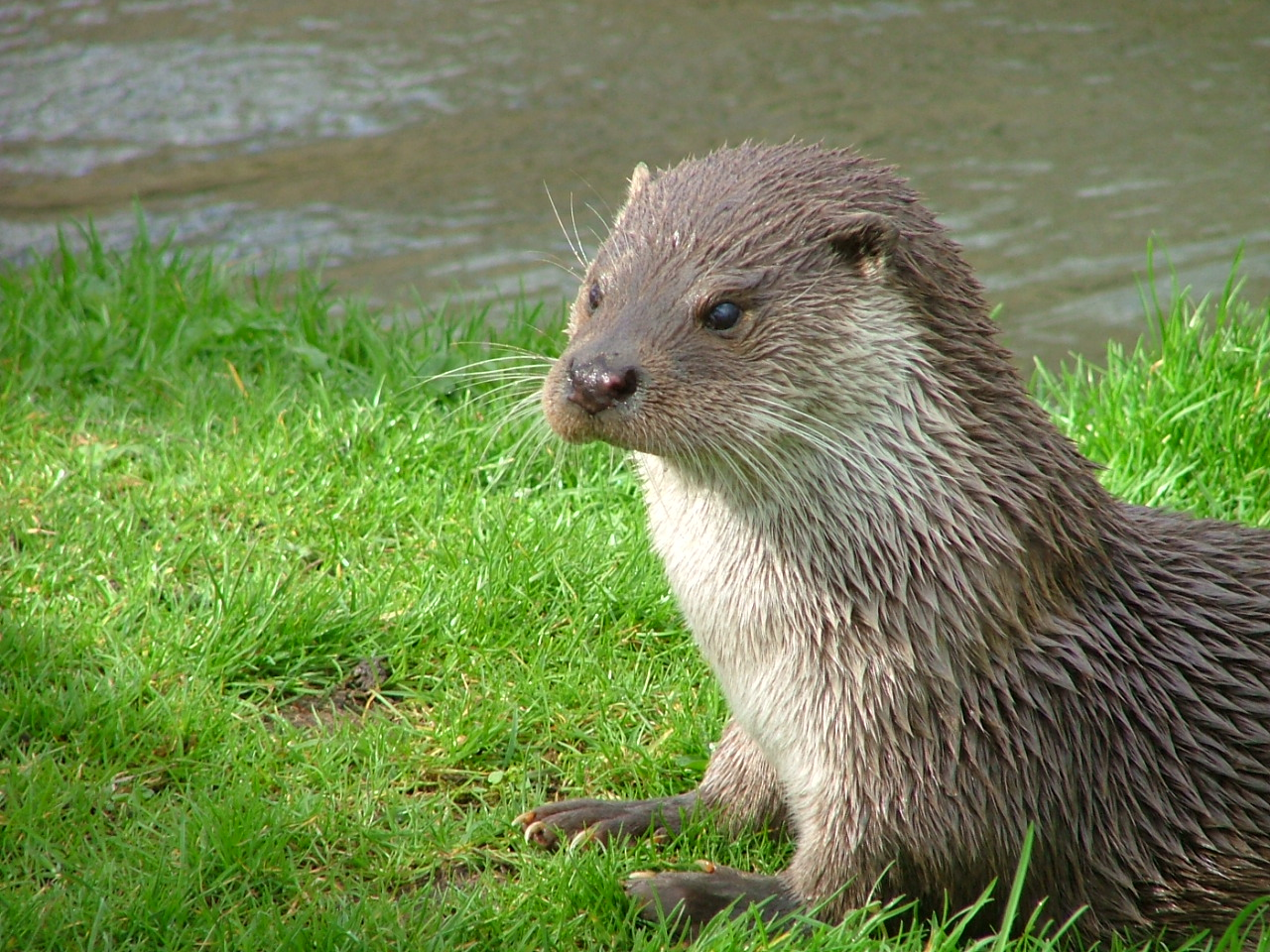
Rái cá châu Âu được xếp vào nhóm sắp bị đe dọa.
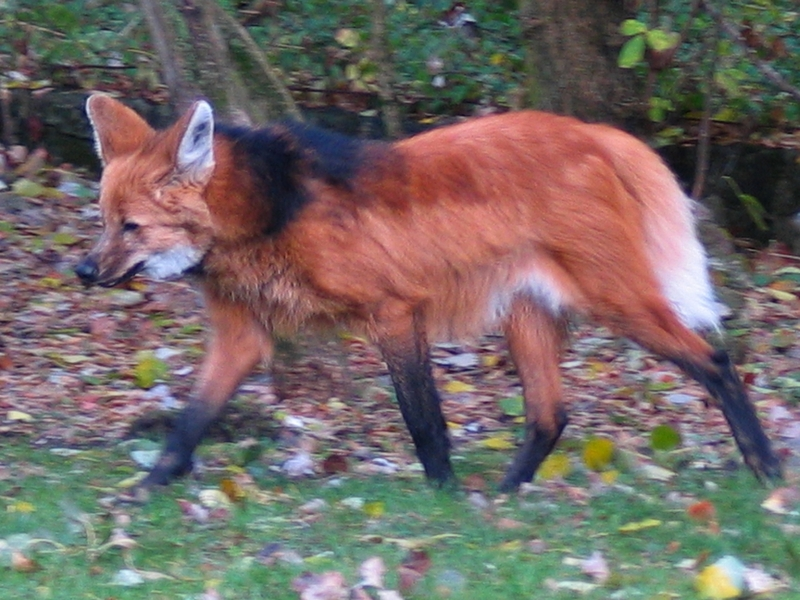
Sói bờm là một loài sắp bị đe dọa do mất môi trường sống, đặc biệt là do khu vực tồn chuyển thành đất nông nghiệp.
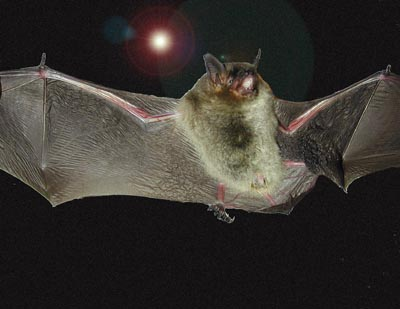
Loài dơi xám đã được chuyển từ "có nguy cơ tuyệt chủng" sang "sắp nguy cấp" do những nỗ lực bảo tồn thành công. Bây giờ nó đã được chuyển đến phân loại dễ bị tổn thương.
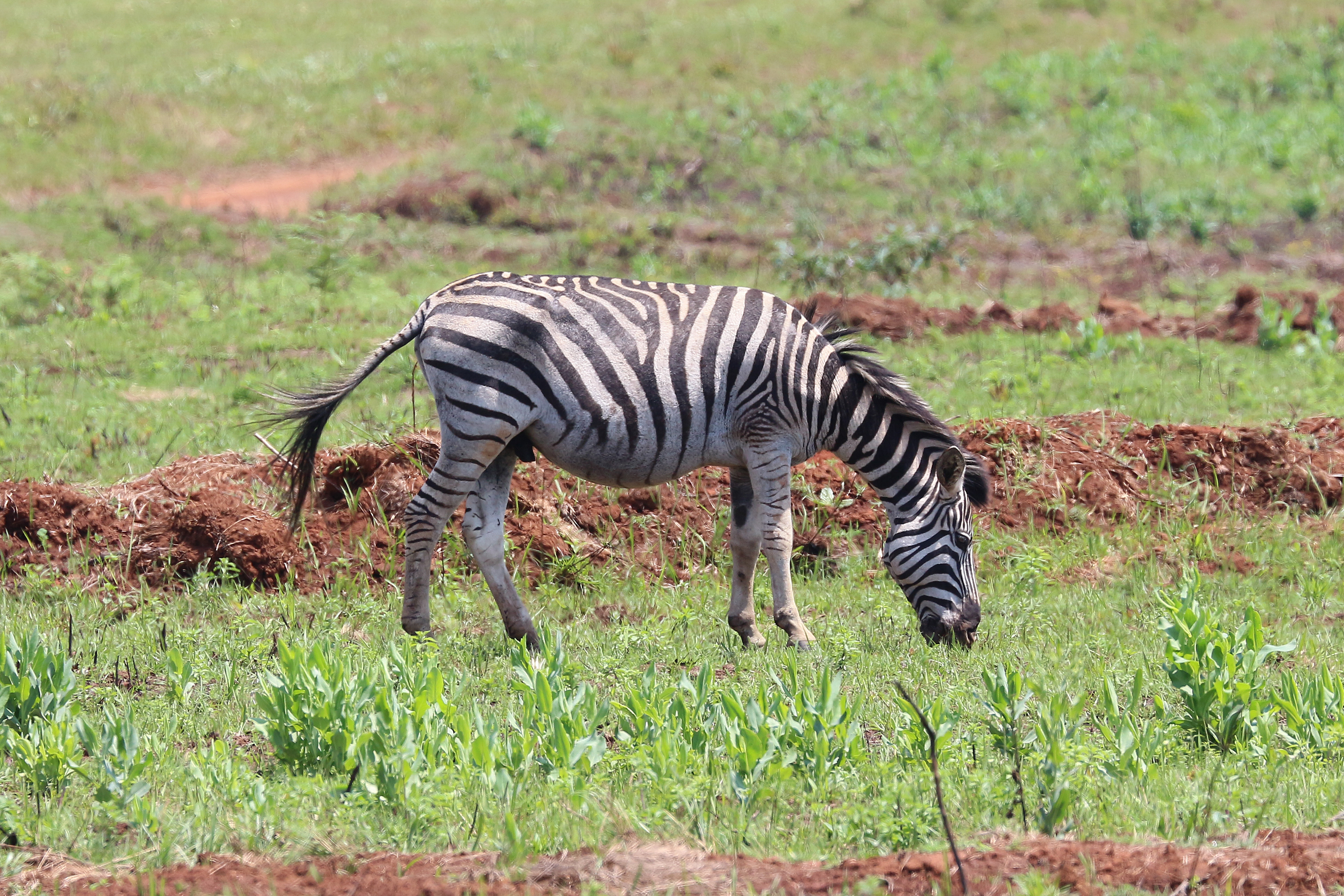
Ngựa vằn đồng bằng (hoặc Equus quagga) được IUCN liệt vào danh sách 'gần bị đe dọa'.
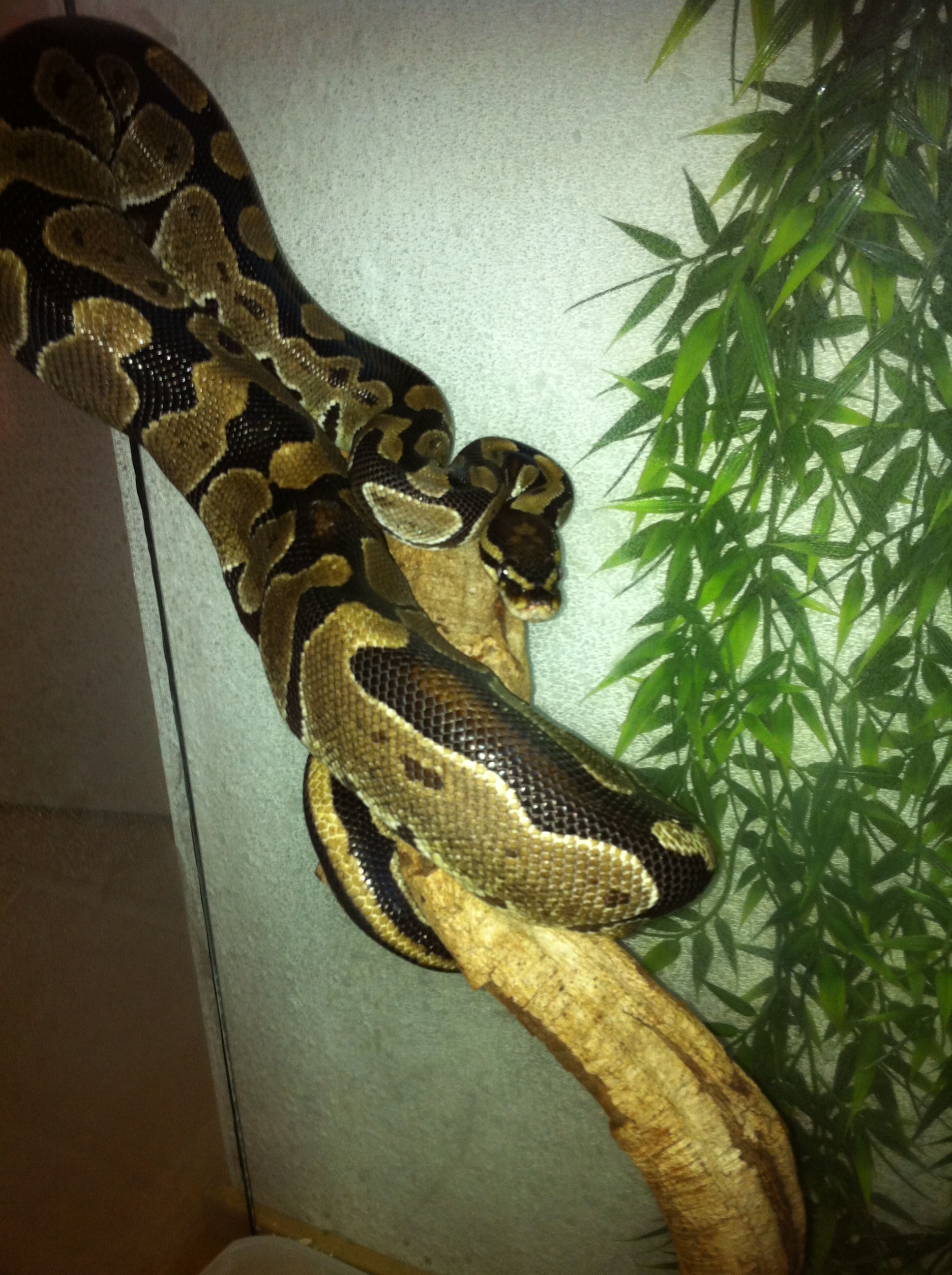
Trăn hoàng gia, trước đây là một loài phổ biến, đã gần như bị đe dọa do nạn buôn bán bất hợp pháp và săn trộm.